# 麥金農 (喬治亞州)
麥金龍（英語：McKinnon）是位於美國喬治亞州韋恩縣的一個非建制地區。該地的面積和人口皆未知。

## 地理
麥金龍的座標為31°25′31″N 81°55′36″W / 31.42528°N 81.92667°W，而該地的平均海拔高度為19米（即62英尺）。